# Platja del Varador
La platja del Varador és una platja urbana de la costa del Maresme, al municipi de Mataró (Maresme). Pel seu extrem nord-est, la platja es troba limitada per l'espigó de l'antic Club Nàutic de Mataró, que la separa de la platja del Callao i pel seu extrem sud-oest, es troba limitada pel port de Mataró, que la separa de la platja de Ponent. Orientada al sud-sud-est, té una longitud de 780m metres i una amplada mitjana de 105 metres, formada per sorra gruixuda i un pendent d'entrada a l'aigua molt fort. En aquesta platja hi ha les instal·lacions del Centre Natació Mataró.
Disposa de vigilància policial i centre de la Creu Roja, dutxes, rentapeus i lavabos, passarel·les de fusta, cadires per al bany i lavabos per a persones amb mobilitat reduïda, camps de vòlei i futbol platja, zona de jocs infantils, font d'aigua potable, quiosquets de refrescos i bar restaurants.
L'Agència Catalana de l'Aigua efectua un control quinzenal de la qualitat de l'aigua, durant la temporada de bany, amb el resultat de bona. Està guardonada amb la Bandera Blava, que reconeix internacionalment la qualitat de l'aigua i serveis. Disposa de la certificació Q de Qualitat que atorga l’Instituto para la Calidad Turística Española (ICTE).
A la part posterior de la platja hi ha una zona de dunes, amb vegetació psammòfila. Per a preservar el seu valor paisatgístic i de biodiversitat, l'any 2000 es va protegir amb un tancament perimetral en sis zones, que en total ocupen 1,5 Ha.